# Макаріопольсько
Макаріопо́льсько (болг. Макариополско) — село в Тирговиштській області Болгарії. Входить до складу общини Тирговиште.

## Населення
За даними перепису населення 2011 року у селі проживали 630 осіб.
Національний склад населення села:
| Національність   | Кількість осіб | Відсоток |
| ---------------- | -------------- | -------- |
| болгари          | 433            | 71,7%    |
| турки            | 142            | 23,5%    |
| цигани           | 27             | 4,5%     |
| Всього відповіли | 604            |          |

Розподіл населення за віком у 2011 році:
Динаміка населення: